# Sansão
Sansão (pronúncia em português: [sɐ̃.ˈsɐ̃w̃]; שִׁמְשׁוֹן, em hebraico:  Shimshon, "filho do sol") foi um dos juízes dos antigos israelitas mencionados no Livro dos Juízes na Bíblia Hebraica (capítulos 13 a 16) e um dos últimos dos líderes que "julgaram" Israel antes da instituição da monarquia. Sansão era tribo de Dã, dotado de uma força sobre-humana que foi usada para salvar Israel do poder dos filisteus. Sansão foi juiz de Israel durante vinte anos no tempo dos filisteus. 
O relato bíblico afirma que Sansão era nazireu e recebeu grande força para ajudá-lo contra seus inimigos e permitir-lhe realizar feitos sobre-humanos, incluindo despedaçar um leão, como se fosse uma cabra, o fazendo com as próprias mãos e massacrar um exército inteiro de filisteus usando apenas a mandíbula de um jumento. No entanto, se o cabelo comprido de Sansão fosse cortado, seu voto nazireu seria violado e ele perderia suas forças.
Sansão foi traído por sua amante Dalila, que ordenou que um servo cortasse os seus cabelos enquanto ele dormia, e o entregou aos inimigos filisteus que arrancaram os seus olhos e o forçaram a moer grãos em um moinho em Gaza. Enquanto estava lá, seus cabelos começaram a crescer novamente. Quando os filisteus levaram Sansão ao templo de Dagom, Sansão pediu para descansar contra um dos pilares de apoio. Depois de receber permissão, ele orou a Deus e milagrosamente recuperou sua força, permitindo-lhe derrubar as colunas, destruindo o templo e matando a si mesmo, bem como a todos os filisteus. Em algumas tradições judaicas, acredita-se que Sansão tenha sido enterrado em Tel Zorá, em Israel, com vista para o vale de Soreque.
Sansão foi objeto de comentários tanto rabínicos quanto cristãos, com alguns cristãos observando-o como uma tipologia de Jesus, com base nas semelhanças entre suas vidas. Representações notáveis de Sansão incluem o drama de John Milton, Sansão Agonista, e o filme de Hollywood de Cecil B. DeMille em 1949, chamado Sansão e Dalila. Sansão também desempenha um papel importante na arte e nas tradições ocidentais.

## Narrativa bíblica

### Nascimento

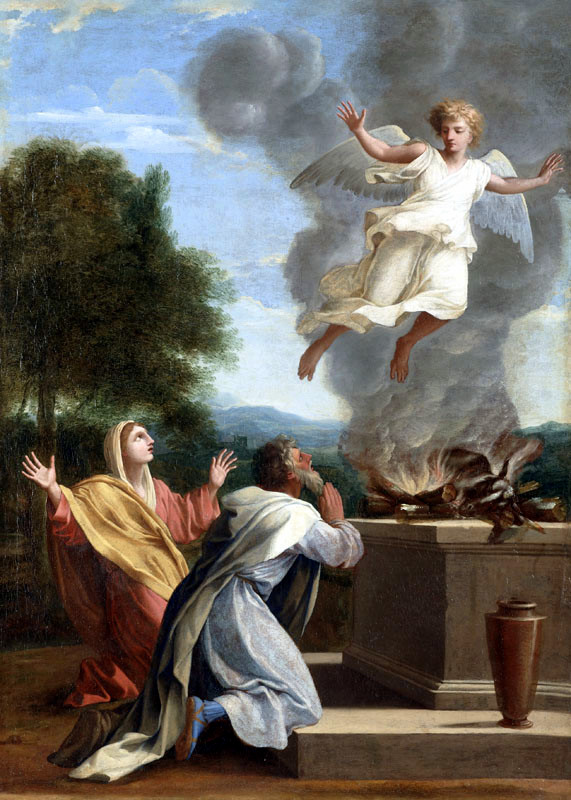
O Sacrifício de Manoá (1640–50) por Eustache Le Sueur

De acordo com o relato do Livro de Juízes, Sansão viveu durante um período de repetidos conflitos entre Israel e a Filisteia, quando Deus disciplinava os israelitas, dando-os "nas mãos dos filisteus". Manoá era um israelita de Zorá, descendente dos danitas e a sua esposa não conseguia conceber. O Anjo do Senhor apareceu à esposa de Manoá e proclamou que o casal logo teria um filho que começaria a libertar os israelitas dos filisteus.
O Anjo do Senhor declarou que a esposa de Manoá deveria se abster de todas as bebidas alcoólicas, e seu filho prometido não deveria fazer a barba ou cortar os cabelos. Ele era nazireu desde o nascimento. No Israel antigo, aqueles que queriam se dedicar especialmente a Deus por um tempo podiam fazer um voto nazireu que incluía abster-se de vinho e bebidas fortes, não cortar cabelos ou fazer a barba, e outros requisitos. A esposa de Manoá creu no Anjo do Senhor; o marido dela não estava presente, então ele orou e pediu a Deus que enviasse o mensageiro mais uma vez para ensiná-los a criar o menino que iria nascer.
Depois que o Anjo do Senhor voltou, Manoá perguntou seu nome, mas ele disse: "Por que pergunta o meu nome? Meu nome está além do entendimento". Manoá então preparou um sacrifício, mas o Anjo do Senhor só permitiria se este fosse feito para Deus. Ele tocou-o com seu cajado, tragando-o milagrosamente em chamas e depois subiu ao céu no fogo. Essa era uma evidência tão dramática da natureza do Mensageiro que Manoá temia por sua vida, pois se dizia que ninguém poderia viver depois de ver Deus. No entanto, sua esposa o convenceu de que, se Deus planejasse matá-los, ele nunca teria revelado essas coisas a eles. No devido tempo, o filho deles, Sansão, nasceu e ele foi criado de acordo com as instruções do Anjo.

### Casamento com uma filisteia
Quando ele era jovem, Sansão deixou as colinas de seu povo para conhecer as cidades da Filisteia. Ele se apaixonou por uma mulher filisteia de Timnate, com quem decidiu se casar, ignorando as objeções de seus pais sobre o fato de ela não ser israelita. No desenvolvimento da narrativa, o casamento pretendido mostrou-se parte do plano de Deus de atacar os filisteus.
Segundo o relato bíblico, Sansão foi repetidamente apossado pelo Espírito do Senhor, que o abençoou com imensa força. O primeiro exemplo disso é quando Sansão estava a caminho de pedir a mão da mulher filisteia em casamento, quando foi atacado por um leão. Ele simplesmente o agarrou e o despedaçou, à medida que o espírito de Deus o capacitava divinamente. No entanto, Sansão manteve isso em segredo, nem mesmo mencionando o milagre para seus pais. Ele chegou à casa dos filisteus e ficou noivo dela; e ele voltou para casa e depois voltou para Timnate algum tempo depois para o casamento. No caminho, Sansão viu que as abelhas haviam se aninhado na carcaça do leão e feito mel. Ele comeu um punhado de mel e deu um pouco para seus pais.
No banquete de casamento, Sansão contou um enigma a seus trinta padrinhos (todos os filisteus). Se eles pudessem resolvê-lo, ele lhes daria trinta peças de linho e roupas finas, mas se não pudessem resolvê-lo, eles dariam a ele trinta peças de linho e roupas finas. O enigma era um relato velado de dois encontros com o leão, nos quais apenas ele estava presente:
Do que come saiu comida;

do que é forte saiu doçura.
Os filisteus ficaram furiosos com o enigma. Os trinta padrinhos disseram à nova esposa de Sansão que eles iriam queimar a casa dela e de seu pai se ela não descobrisse a resposta para o enigma e lhes dissesse. No imploramento urgente e choroso de sua noiva, Sansão disse a ela a solução, e ela disse aos trinta padrinhos.

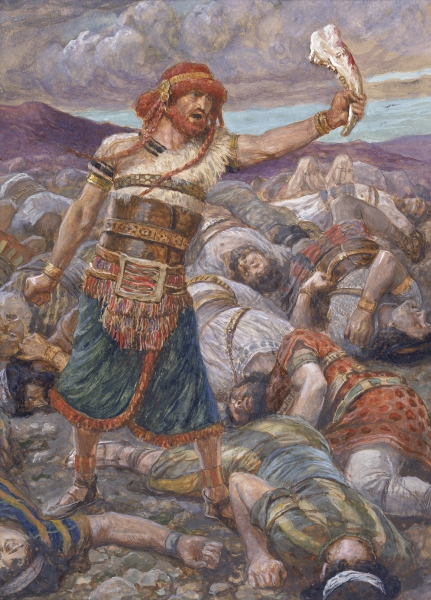
Sansão Mata Milhares de Homens com a Queixada de um Jumento (c. 1896–1902) por James Tissot

Antes do sol se pôr no sétimo dia, os filisteus disseram a Sansão: o que é mais doce que o mel, e o que é mais forte que um leão? Sansão então lhes respondeu: "Se vocês não tivessem lavrado minha novilha, vocês não teriam resolvido o meu enigma.
Sansão então viajou para Ascalão, uma distância de cerca de 48 quilômetros, onde matou trinta filisteus por suas roupas; ele então voltou e deu essas vestes a seus trinta padrinhos. Com raiva, Sansão voltou à casa de seu pai; e a família de sua suposta noiva a entregou a um dos padrinhos como esposa. Algum tempo depois, Sansão voltou a Timnate para visitar sua esposa, sem saber que agora ela estava casada com um de seus ex-padrinhos. Mas seu pai se recusou a permitir que Sansão a visse, oferecendo a Sansão uma irmã mais nova.
Sansão saiu, juntou trezentas raposas e as amarrou em pares pelas caudas. Ele então anexou uma tocha acesa a cada par de caudas de raposa e as soltou nos campos de cereais e olivais dos filisteus. Os filisteus descobriram por que Sansão queimou suas colheitas e queimaram a esposa e o sogro até a morte em retribuição.
Em vingança, Sansão matou muitos mais filisteus, dizendo: "Fiz com eles o que eles fizeram comigo". Sansão então se refugiou em uma fenda na rocha de Etã. Um exército de filisteus veio à tribo de Judá e exigiu que 3 000 homens de Judá os entregassem Sansão. Com o consentimento de Sansão, dado que os judáitas não o matariam, eles o amarraram com duas cordas novas e estavam prestes a entregá-lo aos filisteus quando ele se libertou das cordas. Usando a mandíbula de um jumento, ele matou 1 000 filisteus.

### Dalila

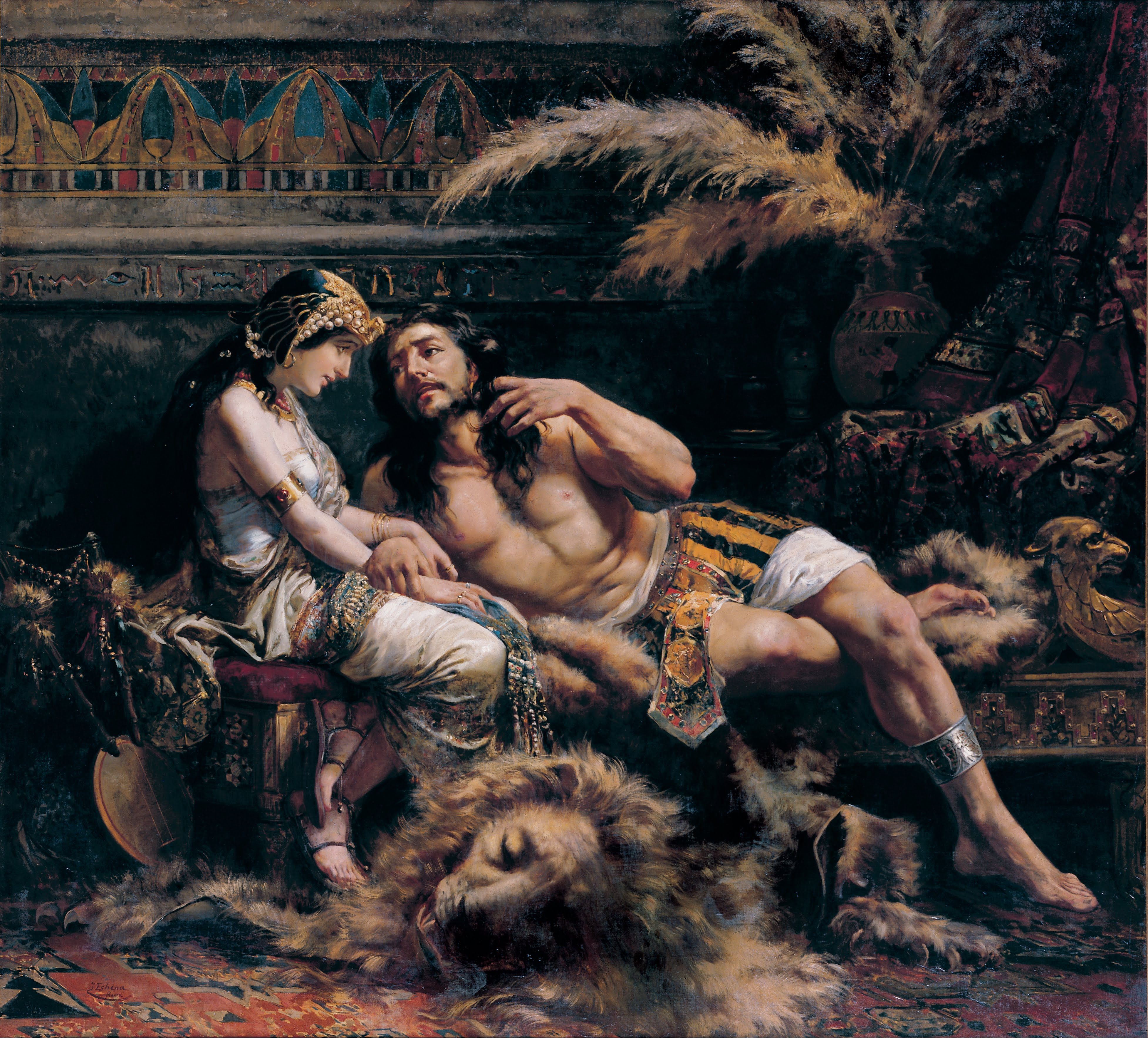
Sansão e Dalila (1887) por Jose Etxenagusia

Mais tarde, Sansão viajou para Gaza, onde ficou na casa de uma prostituta. Seus inimigos esperaram no portão da cidade para fazer uma emboscada para ele, mas ele arrancou as portas da entrada da cidade com as umbreiras e as fechaduras e em cima de seus ombros os levou até "o cume do monte que está na frente de Hebrom".
Ele então se apaixonou por uma mulher chamada Dalila no vale de Soreque. Os filisteus se aproximaram de Dalila e a induziram com 1.100 moedas de prata para encontrar o segredo da força de Sansão, para que pudessem capturar a seu inimigo, mas Sansão se recusou a revelar o segredo e a enganou, dizendo a ela que ele perderá seu poder e sua força se ele for amarrado com vergas de vimes frescos. Ela fez isso enquanto ele estava dormindo, porém, quando ele acordou, ele apertou as vergas e escapou. Ela persistiu, e Sansão então lhe replica que pode perder a força caso seja amarrado com cordas novas. Ela então o amarrou com cordas novas enquanto ele dormia, e ele as quebrou como se fossem um fio. Ela pergunta novamente, e ele diz que pode ser amarrado se suas madeixas forem tecidas no tear de um tecelão. Ela os transforma em um tear, mas ele simplesmente destrói o tear inteiro e o leva embora quando acorda.
Dalila, no entanto, persistiu, e Sansão finalmente aceitou e disse a Dalila que Deus fornecia o seu poder por causa de sua consagração a Deus como nazireu, simbolizado pelo fato de que uma navalha nunca tocou sua cabeça e que, se seu cabelo for cortado, ele perderia a sua força. Dalila então o fez dormir "sobre os seus joelhos" e pediu que um servo cortasse os cabelos dele. Sansão, então, perdeu a sua força e foi capturado pelos filisteus que o cegaram arrancando-lhe os olhos. Eles então o levam a Gaza, o aprisionaram e o colocam para trabalhar, onde deveria girar um moinho enquanto estava amarrado por duas cadeias de bronze.

### Morte
Um dia, os líderes filisteus se reuniram em um templo para um sacrifício religioso a Dagon, uma de suas divindades mais importantes, por terem entregue Sansão em suas mãos. Eles convocaram a Sansão para que as pessoas pudessem vê-lo se apresentar para eles. O templo estava tão lotado que as pessoas eram obrigadas a subir no telhado para assistir - e todos os governantes de todo o governo da Filisteia se reuniram lá também, totalizando cerca de 3.000 pessoas. Sansão então foi levado ao templo e pediu que os seus captores o deixassem encostar nos pilares de apoio para descansar. No entanto, enquanto estava na prisão, seus cabelos começaram a crescer novamente. Sansão, então, orou a Deus clamando por força e Deus lhe deu forças para quebrar os pilares, causando o colapso do templo, matando ele e as pessoas que estavam lá dentro.
Após sua morte, a família de Sansão recuperou o seu corpo dos escombros e o enterrou perto do túmulo de seu pai Manoá. Uma estrutura de tumba que alguns atribuem a Sansão e seu pai fica localizada no topo da montanha em Tel Zorá. Na conclusão do capítulo 16 de Juízes, diz-se que Sansão "julgou" Israel por vinte anos. A Bíblia não menciona o destino final de Dalila.

## Interpretações

### Literatura rabínica

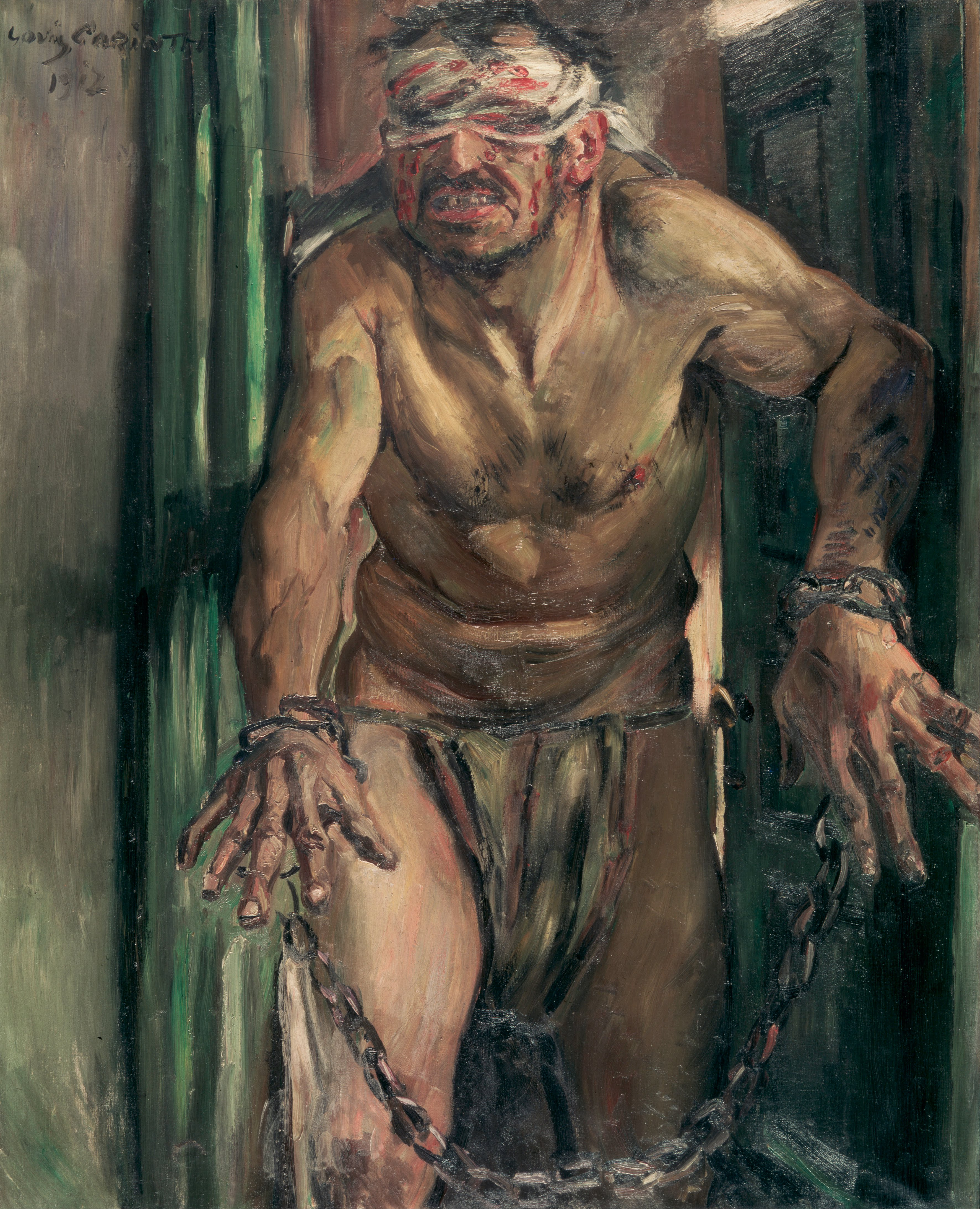
O Sansão Cego (1912) por Lovis Corinth

A literatura rabínica identifica Sansão com Bedã, um juiz mencionado por Samuel em seu discurso de despedida, em 1 Samuel 12:1, entre os juízes que libertaram Israel de seus inimigos. No entanto, o nome "Bedã" não é encontrado no Livro dos Juízes. O nome "Sansão" deriva da palavra hebraica šemeš, que significa "sol", de modo que Sansão tinha o nome de Deus, que é chamado "sol e escudo" nos Salmos 84:11; e como Deus protegeu Israel, Sansão também o vigiou em sua geração, julgando o povo como Deus. Segundo o Talmude, a força de Sansão foi divinamente derivada.
A lenda judaica registra que os ombros de Sansão tinham sessenta côvados de largura. Muitos comentários talmúdicos, no entanto, argumentam que isso não deve ser considerado em sentido literal, visto que uma pessoa desse tamanho não poderia viver normalmente na sociedade. Antes, eles propõem que significasse que ele tinha a capacidade de carregar um fardo de 60 côvados de largura - aproximadamente 30 metros - nos ombros. Ele era coxo em ambos os pés, mas, quando o espírito de Deus veio sobre ele, ele pôde dar um passo de Zorá a Eshtaol, enquanto os cabelos de sua cabeça se levantaram e se chocaram um contra o outro para que pudessem ser ouvidos em uma distância semelhante. Dizia-se que Sansão era tão forte que ele poderia erguer duas montanhas e esfregá-las como dois torrões de terra, mas sua força sobre-humana, como a de Golias, causou aflição ao seu possuidor.
Na licenciosidade, ele é comparado a Amnon e Zimri, que foram punidos por seus pecados. Para eles, os olhos de Sansão se arregalaram porque ele os "seguiu" com muita frequência. Dizem que, nos vinte anos em que Sansão julgou Israel, ele nunca exigiu o mínimo de serviço de um israelita, e ele piedosamente se absteve de tomar o nome de Deus em vão. Portanto, assim que ele disse a Dalila que ele era um nazireu de Deus, ela imediatamente soube que ele havia falado a verdade. Quando ele derrubou o templo de Dagom e matou a si mesmo e aos filisteus, a estrutura caiu para trás, para que ele não fosse esmagado, e sua família pôde, assim, encontrar seu corpo e enterrá-lo na tumba de seu pai.
No período talmúdico, alguns parecem ter negado que Sansão era uma figura histórica, considerando-o como um personagem puramente mitológico. Isso foi visto como herético pelos rabinos do Talmude, e eles tentaram refutar esta ideia. Eles nomearam Hazelelponi como sua mãe e declararam que ele tinha uma irmã chamada "Nishyan" ou "Nashyan".

### Interpretações cristãs

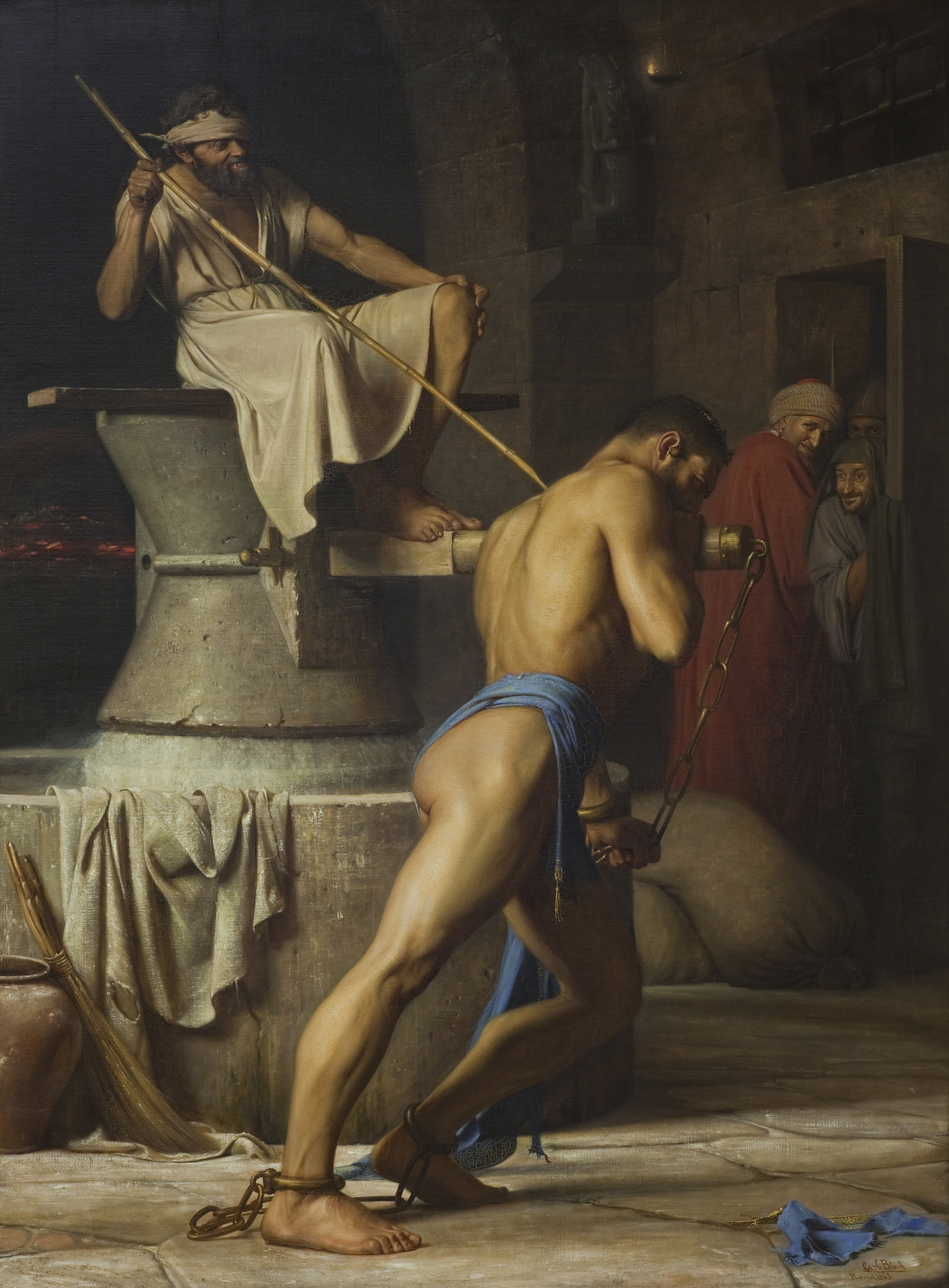
Sansão no Moinho (1863) por Carl Bloch

A história de Sansão também recebeu comentários sob uma perspectiva cristã; a Epístola aos Hebreus o elogia por sua fé. Ambrósio, seguindo o retrato de Flávio Josefo e de Pseudo-Filo, representa a Dalila como uma prostituta filisteia e declara que "os homens devem evitar o casamento com pessoas de fora da fé, para que, em vez do amor ao cônjuge, haja traição." Cesário de Arles interpretou a morte de Sansão como prefigurando a crucificação de Jesus, comentando:" observe aqui uma imagem da cruz. Sansão tem as mãos estendidas para as duas colunas como as duas vigas da cruz". Ele também iguala Dalila a Satanás, que tentou a Cristo.
Seguindo essa tendência, estudiosos cristãos mais recentes viram Sansão como um tipo de Jesus Cristo, baseado em semelhanças entre a história de Sansão e a vida de Jesus no Novo Testamento. Os nascimentos de Sansão e Jesus foram preditos por anjos, que previram que eles salvariam seu povo. Sansão nasceu de uma mulher estéril, e Jesus nasceu de uma virgem. Sansão derrotou um leão; Jesus derrotou a Satanás, a quem a Primeira Epístola de Pedro descreve como um "leão, rugindo e procurando a quem possa devorar". A traição de Sansão por Dalila também foi comparada à traição de Jesus por Judas Iscariotes; tanto Dalila quanto Judas foram pagos em moedas de prata por suas respectivas ações. Ebenezer Cobham Brewer observa em Um Guia para a História das Escrituras: O Velho Testamento que Sansão foi "cego, insultado [e] escravizado" antes de sua morte, e que Jesus foi "vendado, insultado e tratado como escravo" antes de sua crucificação. Brewer também compara a morte de Sansão entre "os iníquos" com Cristo sendo crucificado entre dois ladrões.

### Estudiosos

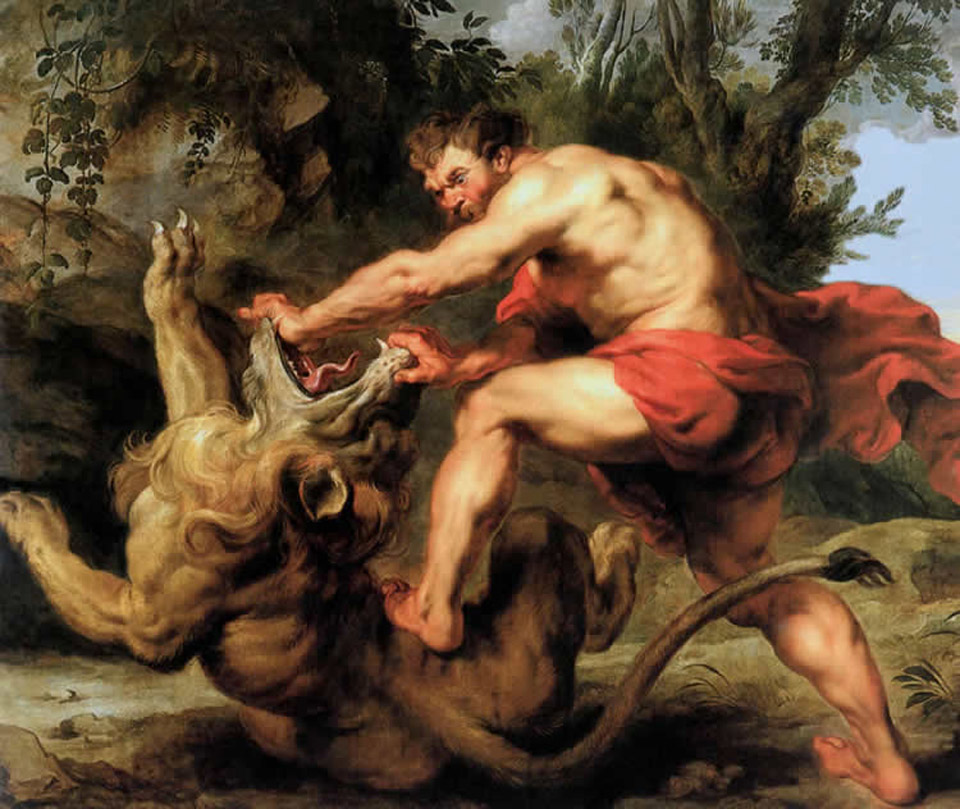
Sansão Matando o Leão (1628) por Peter Paul Rubens

Os estudiosos interpretaram a Sansão como um semideus, assim como Héracles e Enquidu, envolvido no folclore judeu ou como um herói popular arquétipo.
No final do século XIX e início do século XX, alguns estudiosos da mitologia comparada interpretaram Sansão como uma deidade solar evemerizada, argumentando que o nome de Sansão é derivado do hebraico šemeš, que significa "sol", e que seus cabelos longos possam representar os raios do Sol. Os autores destas teorias também apontaram que a lenda de Sansão se passa nas proximidades de Bete-Semes, uma vila cujo nome significa "Templo do Sol". Eles argumentaram que o nome Dalila pode ter sido um jogo de palavras com a palavra hebraica para noite, layla, que "consome" o dia. Embora essa hipótese ainda seja às vezes debatida nos círculos acadêmicos, geralmente caiu em desuso devido à superficialidade das evidências de suporte.
Uma interpretação muito mais popular entre os estudiosos atuais sustenta que Sansão é uma variante hebraica do mesmo herói folclórico internacional do Oriente Próximo que inspirou o antigo Enquidu da Mesopotâmia e o posterior Héracles grego (e, por extensão, sua adaptação de Hércules romano). Héracles e Sansão mataram um leão com as mãos nuas (o primeiro matou o leão de Nemeia). Da mesma forma, acreditava-se que os dois estavam extremamente sedentos e beberam a água que saíam de uma rocha e destruíam os portões de uma cidade. Ambos foram traídos por uma mulher (Héracles por Deianira, Sansão por Dalila), o que os levou a suas respectivas desgraças. Ainda, ambos os heróis, ídolos de seus respectivos povos, morreram por suas próprias mãos: Héracles terminou sua vida em uma pira; enquanto Sansão fez o templo filisteu desmoronar sobre si e contra seus inimigos. Nesta interpretação, a anunciação do nascimento de Sansão para sua mãe é um relato censurado da concepção divina. Sansão também se parece muito com Sangar, outro herói mencionado no Livro dos Juízes, que, em Juízes 3:31, é descrito como tendo matado 600 filisteus com uma aguilhada.

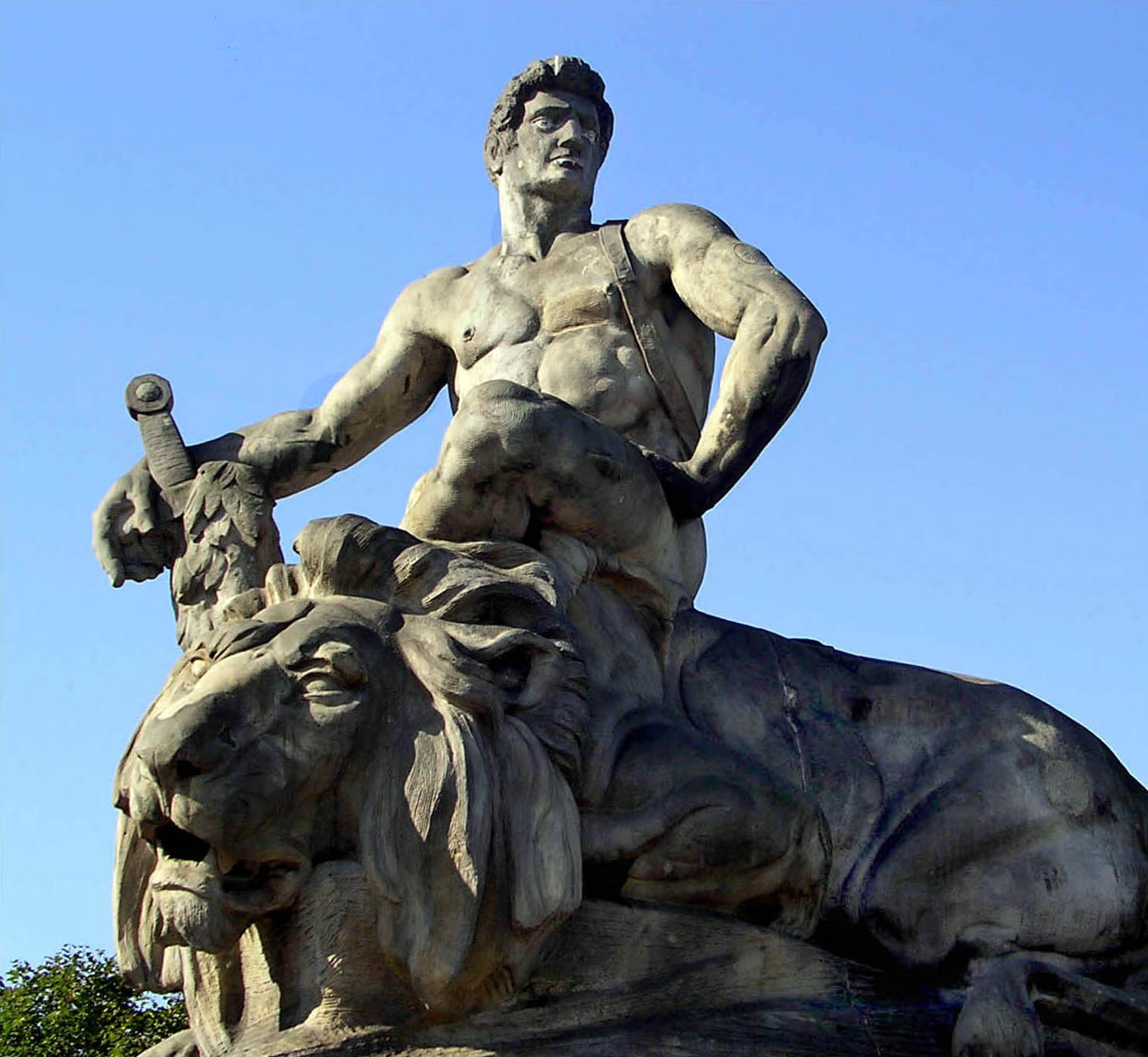
Um monumento de Sansão na Polônia

Tais pontos de vista são contestadas por estudiosos bíblicos tradicionais e conservadores, que consideram Sansão uma figura histórica literal e, assim, rejeitam qualquer conexão com heróis mitológicos. O conceito de Sansão como um "herói solar" foi descrito como "uma engenhosidade artificial". Joan Comay, coautor de Quem é Quem na Bíblia: O Antigo Testamento, os Apócrifos e o Novo Testamento, acredita que a história bíblica de Sansão é tão específica em relação ao tempo e ao lugar que Sansão foi, indubitavelmente, uma pessoa real que colocou sua grande força contra os opressores de Israel. Em contraste, James King West considera que as hostilidades entre os filisteus e os hebreus parecem ser de um "tipo puramente pessoal e local". Ele também considera que as histórias de Sansão têm, em contraste com grande parte dos juízes, uma "quase total ausência de um tom religioso ou moral". Por outro lado, Elon Gilad, do Haaretz, escreve que "algumas histórias bíblicas são simples advertências contra o casamento de mulheres estrangeiras, como o que é apresentado na história de Sansão". Gilad observa como os pais de Sansão desaprovam seu desejo de se casar com uma mulher filisteia e como o relacionamento de Sansão com Dalila o leva à sua morte. Ele contrasta isso com o que ele vê como um retrato mais positivo do casamento no Livro de Rute.
Em agosto de 2012, arqueólogos da Universidade de Tel Aviv anunciaram a descoberta de um selo circular de pedra, com aproximadamente 15 mm de diâmetro, encontrado no chão de uma casa em Bete-Semes e que parecia representar um homem de cabelos compridos matando um leão. O selo é datado do século XII a.C., e de acordo com Haaretz, "os diretores da escavação, Prof. Shlomo Bunimovitz e Dr. Zvi Lederman, da Universidade de Tel Aviv, dizem que não sugerem que a figura humana no selo seja o Sansão bíblico. Em vez disso, a proximidade geográfica da área em que Sansão morava, e o período de tempo do selo, mostra que uma história estava sendo contada na época, de que um herói havia lutado com um leão, e que a história acabou chegando ao texto bíblico e ao selo".

## Influência cultural

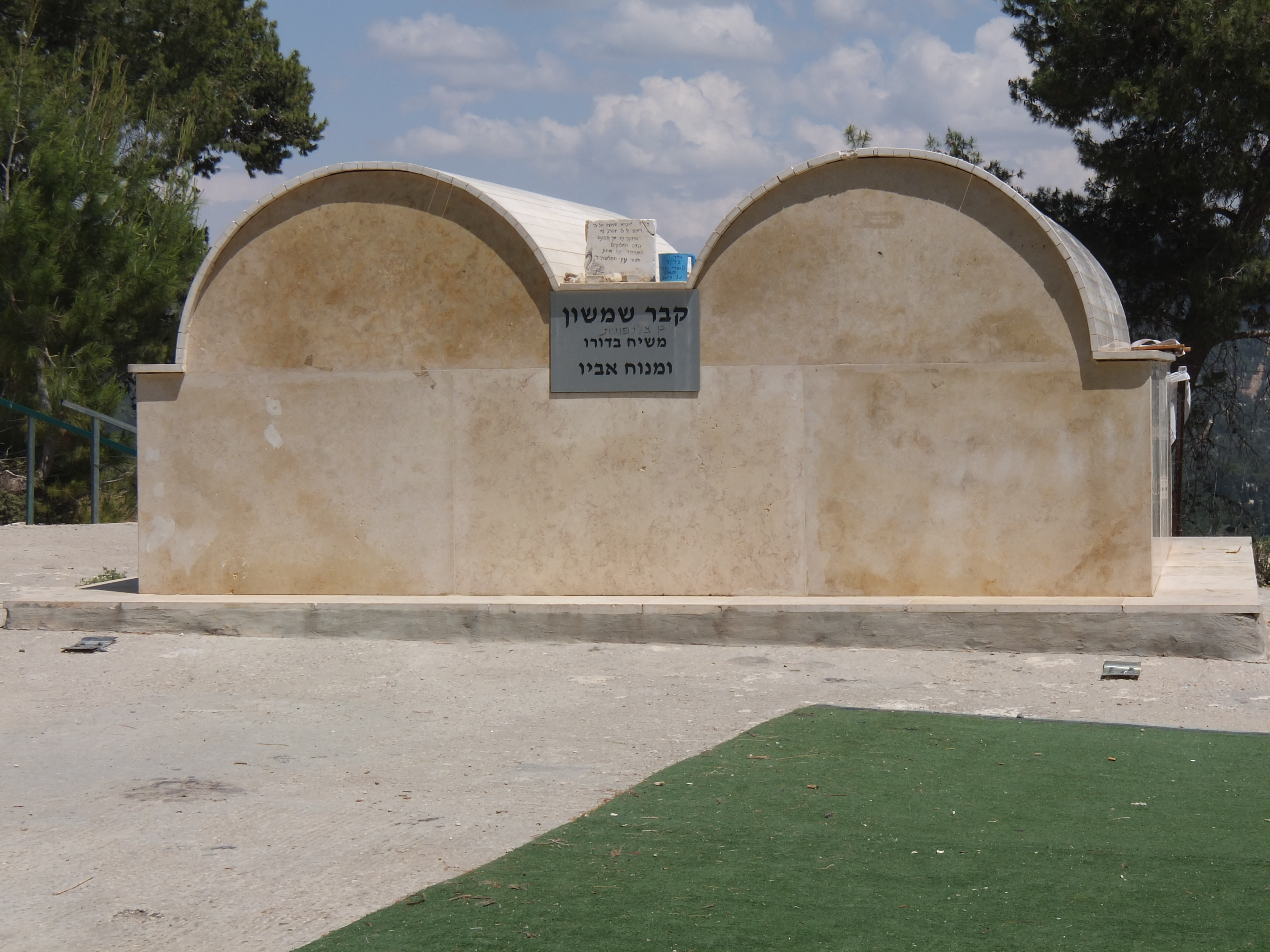
Suposto local da tumba de Sansão na floresta de Zorá (Tzora)

Como um importante personagem bíblico, Sansão tem sido referido na cultura popular e representado em uma vasta gama de filmes, obras de arte e literatura popular. O drama de John Milton, Sansão Agonista, é uma alegoria da queda dos puritanos e da restauração da monarquia inglesa, na qual o cego e aprisionado Sansão representa o próprio Milton, o "povo escolhido" representa os puritanos, e os filisteus representam os Realistas ingleses. A peça combina elementos da tragédia da Grécia Antiga com a narrativa bíblica. Sansão é retratado como um herói, cujas ações violentas são mitigadas pela causa justa em cujo nome elas são promulgadas. A peça mostra a Dalila como uma enganadora impenitente, mas compreensiva, e fala com aprovação da subjugação das mulheres.
Em 1735, George Frideric Handel escreveu a ópera Sansão, com um libreto de Newburgh Hamilton, baseado em Sansão Agonista. A ópera é quase inteiramente ambientada dentro da prisão de Sansão e Dalila aparece apenas brevemente no Ato II. Em 1877, Camille Saint-Saëns compôs a ópera Sansão e Dalila com um libreto de Ferdinand Lemaire, no qual toda a história de Sansão e Dalila é recontada. No libreto, Dalila é retratada como uma sedutora femme fatale, mas a música tocada durante suas participações invoca simpatia por ela.
O drama bíblico de 1949 Sansão e Dalila, dirigido por Cecil B. DeMille e estrelado por Victor Mature e Hedy Lamarr nos papéis principais, foi amplamente elogiado pelos críticos por sua cinematografia, performances principais, figurinos, cenários e efeitos especiais inovadores. Tornou-se o filme de maior bilheteria de 1950, e foi indicado a cinco Oscars, vencendo dois. De acordo com a revista Variety, o filme retrata Sansão com um estereótipo de "bonito, mas um musculoso estúpido". A rede de televisão RecordTV exibiu uma minissérie intitulada Sansão e Dalila no ano de 2011, na qual retratou a história bíblica, com produção de João Camargo e direção de Gustavo Reiz, e estrelado por Fernando Pavão e Mel Lisboa. A exibição da minissérie recebeu críticas favoráveis e negativas.
Sansão foi especialmente homenageado nas obras de arte russas porque os russos derrotaram os suecos na Batalha de Poltava no dia da festa de Sansão de Constantinopla, cujo nome é homófono com o de Sansão. O leão morto por Sansão foi interpretado para representar a Suécia, como resultado da inserção do leão no brasão de armas sueco. Em 1735, a estátua de bronze de Sansão matando o leão por C. B. Rastrelli foi colocada no centro da grande cascata da fonte no Palácio Peterhof, em São Petersburgo.
Sansão faz parte do emblema de Lungau, Salzburgo, sendo que desfiles em sua homenagem são realizados anualmente em dez aldeias de Lungau e duas aldeias no noroeste da Estíria (Áustria). Durante o desfile, um jovem solteiro da comunidade carrega uma figura maciça de madeira ou alumínio que diz representar Sansão. A tradição, que foi documentada pela primeira vez em 1635, foi incluída na lista da UNESCO de Patrimônio Cultural Imaterial na Áustria em 2010. Sansão é uma das figuras gigantes nas festividades "Ducasse", que acontecem em Ath, na Bélgica.